# جون دينيسون
جون دينيسون هو مهندس كندي، ولد في 30 يونيو 1916 في كولومبيا البريطانية في كندا، وتوفي في 6 يناير 2001 في كيلونا في كندا.